# Vandel
|  | For romanen af samme navn, se Vandel (roman) |
Vandel er en by i Sydjylland med 741 indbyggere  (2024), beliggende 7 km øst for Billund og 22 km vest for regionshovedbyen Vejle. Vandel hører til Vejle Kommune og ligger i Region Syddanmark.
Vandel hører til Randbøl Sogn. Randbøl Kirke ligger ret ensomt 3 km sydøst for Vandel.

## Faciliteter
Vandel Skole havde kun 100 elever, da Vejle Kommune truede med at nedlægge den, men i 2012 blev den lagt sammen med Nørup Skole under navnet Firehøjeskolen. Elever og lærere fortsætter på de oprindelige skoler, der bevares som afdelinger af den nye skole. Firehøjeskolen har 352 elever. Der er SFO i begge afdelinger. Vandel Idrætshal danner sammen med Nørup Hallen rammen om en stor del af Firehøje Idrætsforenings aktiviteter. Over for hallen er der tennisbaner. Vandel Børnehave (Spilloppen) startede i 1979 og ligger tæt ved skolen og hallen.
Vandel Efterskole blev grundlagt i 1948 som Vandel Ungdomsskole. Den har 138 elever og kalder sig en idrætsefterskole, idet den kombinerer gymnastik med 5 forskellige liniefag.
Byen har Vandel Kro, grillbaren Roadhouse, Dagli'Brugsen og et kulturhistorisk egnsmuseum.

## Historie

### Jernbanen
Byen fik station på Vejle-Vandel-Grindsted Jernbane (1897-1957). Vandel var endestation for banen indtil 1914, hvor den blev forlænget til Grindsted. I starten af 1900-tallet havde byen gæstgiveri og markedsplads med marked i maj og oktober,men ellers var Vandel kun nogle spredte gårde, og i det meste af banens tid var den stadig en ret beskeden bebyggelse med skole, kro, bageri og telefoncentral.
Stationsbygningen er bevaret på Gl. Stationsvej 8. Vestbanevej er anlagt på banens tracé. Fra Gyvelvej mod sydøst gennem Randbølgård Plantage er banetracéet bevaret som en 2 km lang vandresti, der ender ved en mark tæt på Randbøl Kirke.

### Flyvestationen
Flyvestation Vandel lige syd for byen blev oprettet af den tyske værnemagt i 1943 under navnet Fliegerhorst Vejle. Der blev beslaglagt 88 landbrugsejendomme, 78 beboelsesejendomme, 10 andre bygninger (skoler, missionshuse m.v.) samt 15 ubebyggede grunde. Op mod 800 mennesker måtte forlade deres hjem.
Efter besættelsen blev pladsen brugt af Flyvevåbnet indtil 2003, hvor Hærens Flyvetjeneste blev flyttet til Flyvestation Karup. Flyvestationen blev solgt til Flyveplads Vandel ApS, der ejes af Bregentved Gruppen. På flyvepladsen ligger Vandel Bunker-Museum, der er indrettet i en 250 m² stor atombombe-sikret bunker.
Flyvepladsen markedsføres nu til erhvervsvirksomheder og forskningsinstitutioner som Erhvervspark Vandel, bl.a. med de argumenter, at det er et indhegnet område med begrænset offentlig adgang, at man kan leje sig ind i meget solide bygninger og at landingsbanen er velegnet til motorsportsevents.
En af de nye virksomheder på flyvestationens område er Vandel Gokart, som startede i 2004 og har overtaget flyvestationens gamle kontroltårn, hvorfra der er udsigt over gocart-banen.

## Galleri
- Firehøjeskolen i Vandel
- Vandel Idrætshal
- Vandel Efterskole
- Vandel Missionshus
- Vandel Kro